# Častolovické Horky
Častolovické Horky (dříve Častolovická Horka, německy Horka bei Tschastolowitz) je malá vesnice, část obce Čestice v okrese Rychnov nad Kněžnou. Nachází se asi 1 km na jih od Čestic. V roce 2009 zde bylo evidováno 13 adres. V roce 2001 zde trvale žilo 8 obyvatel.
Častolovické Horky leží v katastrálním území Čestice u Častolovic o výměře 4,95 km2.

## Další fotografie

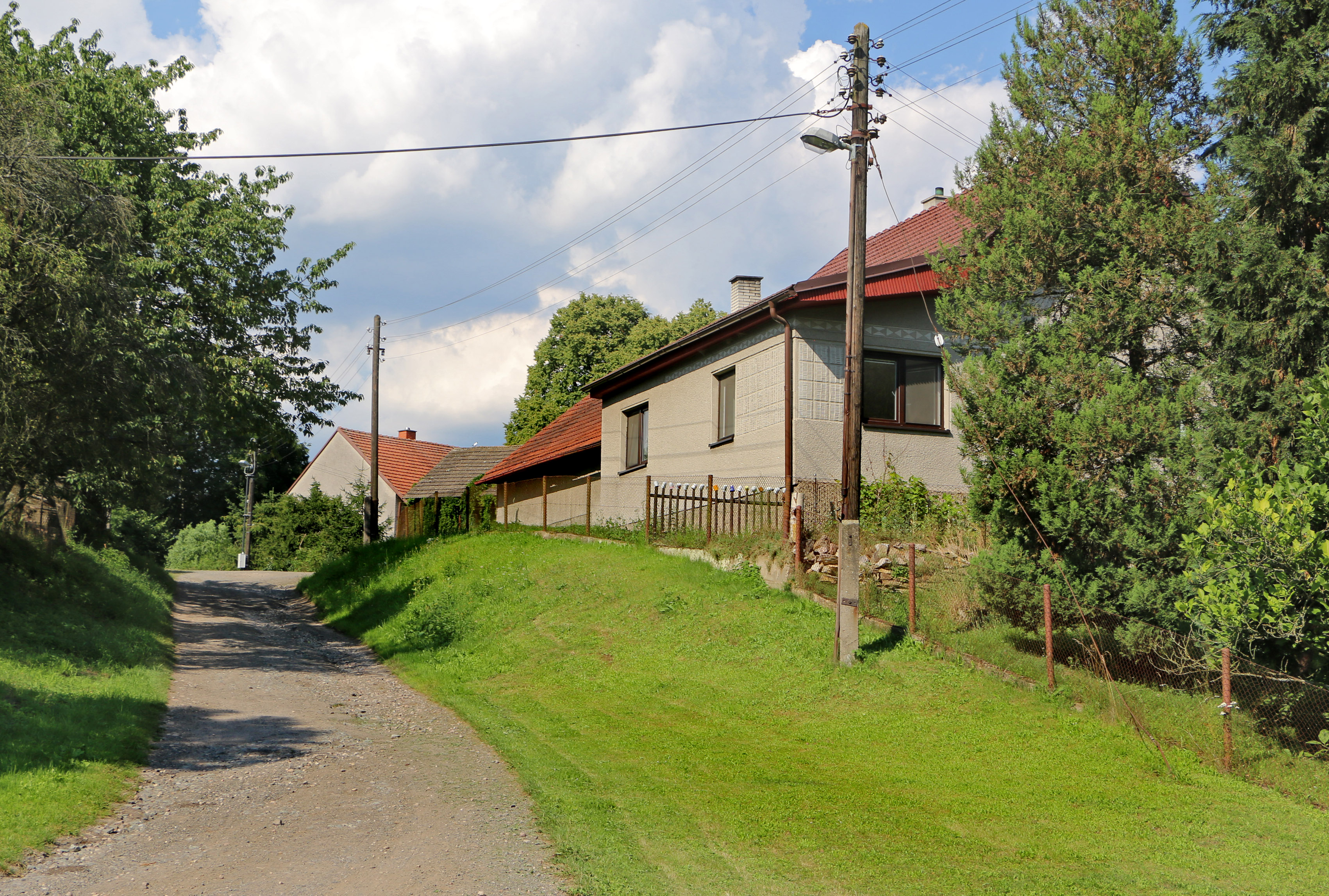
Dům čp. 2
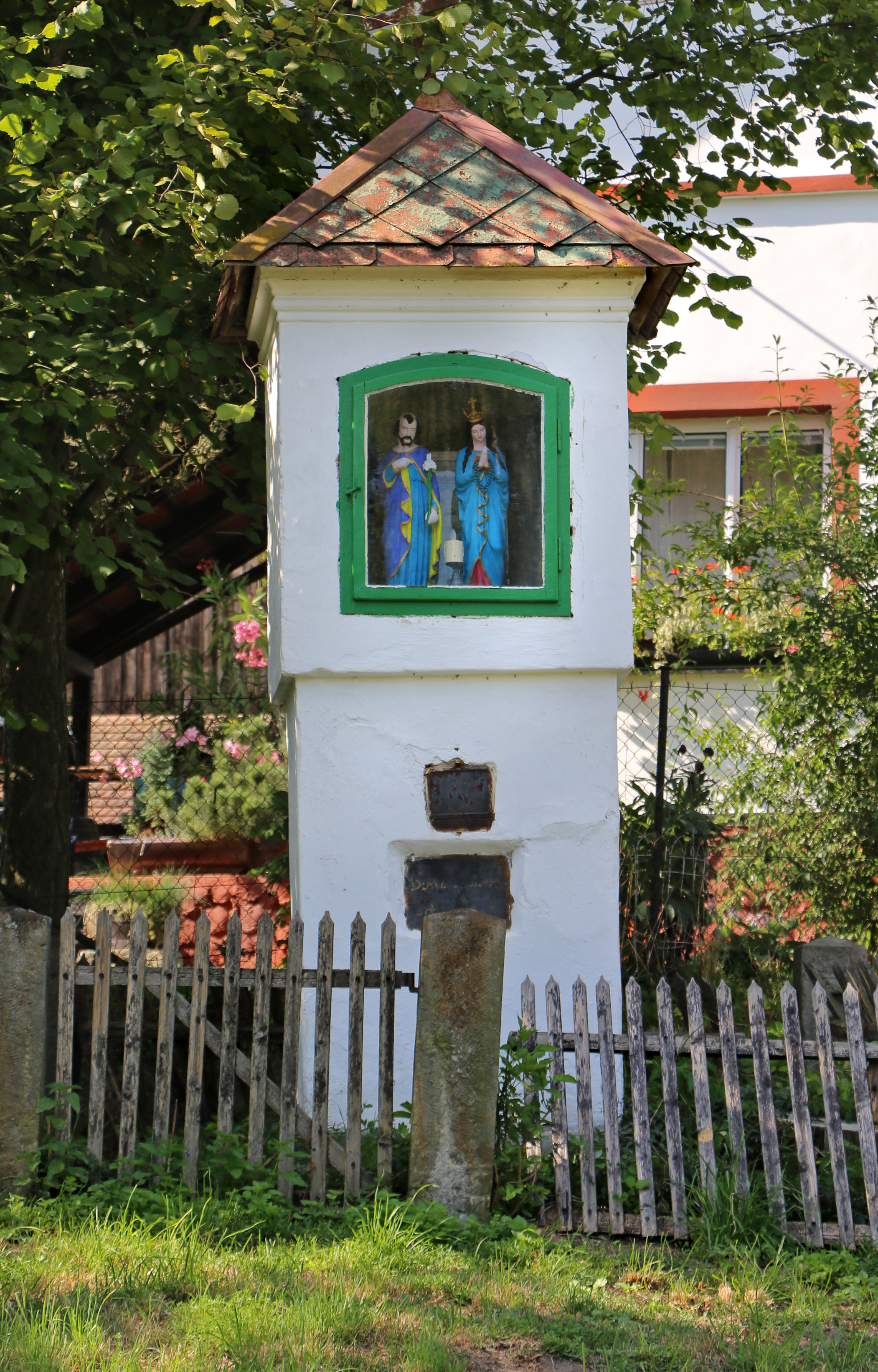
Kaple na malé návsi
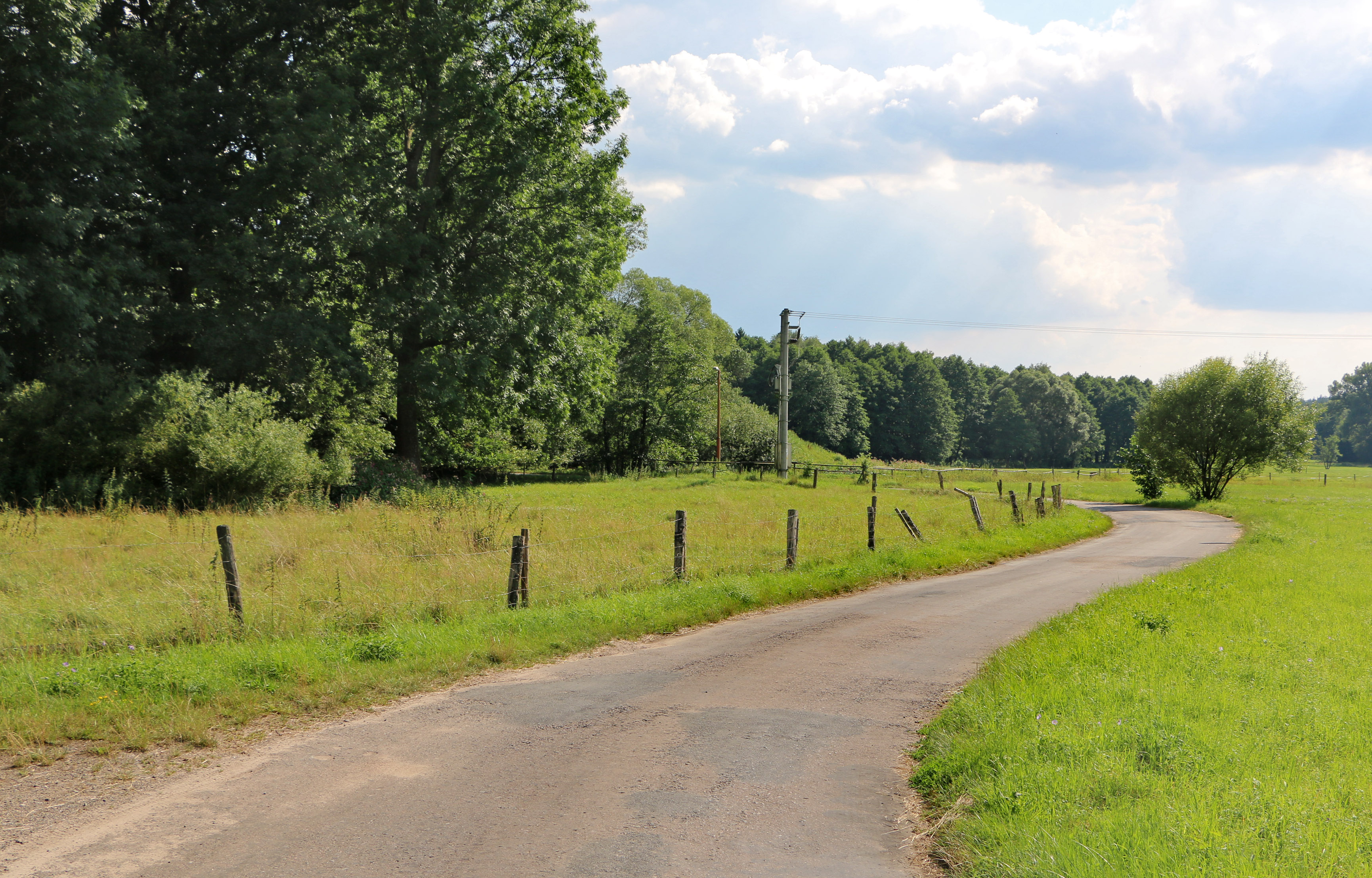
Silnice ke vsi